# Michael Glowatzky
Michael Glowatzky (1 juli 1960) is een voormalige voetballer uit Oost-Duitsland, die speelde als middenvelder en aanvaller. Hij kwam onder meer uit voor Sachsenring Zwickau en FC Karl-Marx-Stadt.

## Interlandcarrière
Glowatzky speelde negen officiële interlands (één doelpunt) voor het voetbalelftal van de Duitse Democratische Republiek. Onder leiding van bondscoach Bernd Stange maakte hij zijn debuut op 12 september 1984 in de vriendschappelijke wedstrijd tegen Griekenland (1-0) in Zwickau, net als Wolfgang Benkert (Rot-Weiß Erfurt), Bernd Schulz (BFC Dynamo Berlin), Bernhard Konik (BSG Wismut Aue), Damian Halata (1. FC Magdeburg), Norbert Rudolph (FC Vorwärts Frankfurt), Armin Romstedt (Rot-Weiß Erfurt) en Frank Rohde (BFC Dynamo Berlin).